# Демидовка (Глобинский район)
Демидовка (укр. Демидівка) — село,
Купьеватовский сельский совет,
Глобинский район,
Полтавская область,
Украина.
Код КОАТУУ — 5320684902. Население по переписи 2011 года составляло 11 человек.

## Географическое положение
Село Демидовка находится на расстоянии до 1 км от сёл Купьеватое и Маниловское.
Рядом с селом протекает пересыхающий ручей с запрудой.